# Phaonia
Phaonia is een geslacht van insecten uit de familie van de echte vliegen (Muscidae), die tot de orde tweevleugeligen (Diptera) behoort.

## Soorten
- P. aberrans Malloch, 1919
- P. aeneiventris (Zetterstedt, 1845)
- P. albocalyptrata Malloch, 1920
- P. alpicola (Zetterstedt, 1845)
- P. alticola Malloch, 1923
- P. amabilis (Meigen, 1826)
- P. amicula Villeneuve, 1922
- P. angelicae (Scopoli, 1763)
- P. angulicornis (Zetterstedt, 1838)
- P. antennalis Huckett, 1966
- P. apicalis Stein, 1914
- P. apicata Johannsen, 1916
- P. atlanis Malloch, 1923
- P. atriceps (Loew, 1858)
- P. atrocitrea Malloch, 1923
- P. atrocyanea Ringdahl, 1916
- P. aurea Malloch, 1923
- P. azygos Malloch, 1923
- P. basiseta Malloch, 1920
- P. berolinensis Hennig, 1963
- P. bidentata Ringdahl, 1933
- P. bitincta (Rondani, 1866)
- P. boleticola (Rondani, 1866)
- P. brendana Pont, 1976
- P. brevispina Malloch, 1923
- P. bysia (Walker, 1849)
- P. caerulescens (Stein, 1898)
- P. canariensis Villeneuve, 1936
- P. canescens Stein, 1916
- P. cauta Huckett, 1972
- P. cincta (Zetterstedt, 1846)
- P. consobrina (Zetterstedt, 1838)
- P. coriatlanis Huckett, 1966
- P. curvinervis Malloch, 1923
- P. curvipes (Stein, 1920)
- P. czernyi Hennig, 1963
- P. chalinata (Pandelle, 1899)
- P. deleta (Stein, 1898)
- P. diruta (Stein, 1898)
- P. disjuncta Stein, 1916
- P. dissimilis Malloch, 1923
- P. errans (Meigen, 1826)
- P. erronea (Schnabl, 1887)
- P. exoleta (Meigen, 1826)
- P. falleni Michelsen, 1977
- P. fausta Huckett, 1965
- P. flava Stein, 1920
- P. flavibasis Malloch, 1919
- P. flavitibia (Johannsen, 1916)
- P. fraterna Malloch, 1923
- P. fugax Tiensuu, 1946
- P. fusca (Meade, 1897)
- P. fuscana Huckett, 1965
- P. fuscata Fallén, 1825
- P. fuscicauda Malloch, 1918
- P. gobertii (Mik, 1881)
- P. gracilis Stein, 1916
- P. grandaeva (Zetterstedt, 1846)
- P. halterata (Stein, 1893)
- P. harti Malloch, 1923
- P. hellenia Lyneborg, 1970
- P. hybrida (Schnabl, 1888)
- P. imitatrix Malloch, 1919
- P. impura Zinoviev, 1987
- P. incana (Wiedemann, 1817)
- P. inenarrabilis Huckett, 1965
- P. jaroschewskii (Schnabl, 1888)
- P. jugorum (Strobl, 1910)
- P. kowarzii (Schnabl, 1887)
- P. laeta (Fallén, 1823)
- P. laticornis Malloch, 1923
- P. latifrontalis Hennig, 1963
- P. latipalpis Schnabl, 1911
- P. liliputa Zinoviev, 1990
- P. limbinervis Stein, 1918
- P. longicornis Stein, 1916

- P. lugubris (Meigen, 1826)
- P. magnicornis (Zetterstedt, 1845)
- P. malaisei Ringdahl, 1930
- P. marylandica Malloch, 1923
- P. mediterranea Hennig, 1963
- P. meigeni Pont, 1986
- P. monticola Malloch, 1918
- P. morio (Zetterstedt, 1845)
- P. mystica (Meigen, 1826)
- P. neglecta Huckett, 1966
- P. nigricans Johannsen, 1916
- P. nigricauda Malloch, 1918
- P. nigrisquama Stein, 1908
- P. nigropolita (Malloch, 1919)
- P. nymphaearum (Robineau-Desvoidy, 1830)
- P. palpata (Stein, 1897)
- P. pallida (Fabricius, 1787)
- P. pallidisquama (Zetterstedt, 1849)
- P. pallidosa Huckett, 1965
- P. pallidula Coquillett, 1902
- P. parviceps Malloch, 1918
- P. perdita (Meigen, 1830)
- P. peregrinans Huckett, 1965
- P. perfida Stein, 1920
- P. picealis Huckett, 1965
- P. pratensis (Robineau-Desvoidy, 1830)
- P. prisca Stein, 1920
- P. profugax (Pandelle, 1899)
- P. protuberans Malloch, 1923
- P. proxima (Wulp, 1869)
- P. pruinosa (Macquart, 1846)
- P. pudoa Hall, 1937
- P. pulvillata (Stein, 1904)
- P. pullata (Czerny, 1900)
- P. pura (Loew, 1873)
- P. quieta Stein, 1920
- P. reclusa Huckett, 1966
- P. reflecta Huckett, 1966
- P. regalis (Stein, 1900)
- P. reversa Huckett, 1966
- P. rufibasis Malloch, 1919
- P. rufipalpis (Macquart, 1835)
- P. rufiventris (Scopoli, 1763)
- P. rugia (Walker, 1849)
- P. savonoskii Malloch, 1923
- P. scutellata (Zetterstedt, 1845)
- P. serva (Meigen, 1826)
- P. siebecki Schnabl, 1911
- P. sobriana Huckett, 1966
- P. soccata (Walker, 1849)
- P. sordidisquama Stein, 1908
- P. steinii (Strobl, 1898)
- P. striata (Stein, 1898)
- P. subfusca Malloch, 1923
- P. subfuscinervis (Zetterstedt, 1838)
- P. subventa (Harris, 1780)
- P. suecica Ringdahl, 1947
- P. szelenyii Mihalyi, 1974
- P. taigensis Zinoviev, 1987
- P. tenebriona Huckett, 1965
- P. tenuiseta (Pokorny, 1893)
- P. texensis Malloch, 1923
- P. tiefii (Schnabl, 1888)
- P. tipulivora Malloch, 1923
- P. trimaculata (Bouché, 1834)
- P. trivialis Malloch, 1923
- P. tuguriorum (Scopoli, 1763)
- P. uniseriata Malloch, 1923
- P. valida (Harris, 1780)
- P. versicolor Stein, 1920
- P. villana Robineau-Desvoidy, 1830
- P. vivida (Rondani, 1871)
- P. wahlbergi Ringdahl, 1930
- P. winnemanae Malloch, 1919
- P. zugmayeriae (Schnabl, 1888)